# 2. Deutsche Volleyball-Bundesliga 1981/82 (Frauen)
Die Saison 1981/82 der 2. Volleyball-Bundesliga der Frauen war die sechste Ausgabe dieses Wettbewerbs.

## 2. Bundesliga Nord
Meister und Aufsteiger in die 1. Bundesliga wurde der VfL Oythe. Absteigen mussten der VC Düsseldorf, der TV Godesberg II und der TV Rheydt.

### Mannschaften
In dieser Saison spielten folgende zehn Mannschaften in der 2. Bundesliga Nord der Frauen:
- TSV Rudow Berlin
- TVdB Bremen
- VC Düsseldorf
- SW Elmschenhagen
- TV Godesberg II
- VfL Hannover
- TV Hörde
- Post SV Köln
- VfL Oythe
- Rheydter TV 1847

Absteiger aus der 1. Bundesliga waren der VfL Hannover und SW Elmschenhagen. Aus der Regionalliga stiegen Rudow Berlin (Nord) und der TV Godesberg II (West) auf. Bremen 1860 übertrug sein Spielrecht an TVdB Bremen.

### Tabelle
|                         | Verein            | Spiele | Punkte  | Sätze   |
| ----------------------- | ----------------- | ------ | ------- | ------- |
| 1.                      | Oythe             | 18     | 28 : 8  | 46 : 20 |
| 2.                      | Hörde             | 18     | 28 : 8  | 47 : 24 |
| 3.                      | Hannover (A)      | 18     | 24 : 12 | 40 : 28 |
| 4.                      | Elmschenhagen (A) | 18     | 24 : 12 | 43 : 32 |
| 5.                      | Rudow Berlin (N)  | 18     | 20 : 16 | 37 : 35 |
| 6.                      | Bremen            | 18     | 20 : 16 | 36 : 36 |
| 7.                      | Köln              | 18     | 18 : 18 | 37 : 32 |
| 8.                      | Düsseldorf        | 18     | 8 : 28  | 23 : 43 |
| 9.                      | Godesberg II (N)  | 18     | 6 : 30  | 18 : 46 |
| 10.                     | Rheydt            | 18     | 4 : 32  | 20 : 51 |
| Stand: Abschlusstabelle |                   |        |         |         |

|     | Aufsteiger in die Bundesliga    |
|     | Absteiger in die Regionalliga   |
| (A) | Absteiger aus der 1. Bundesliga |
| (N) | Aufsteiger aus der Regionalliga |

## 2. Bundesliga Süd
Meister und Aufsteiger in die 1. Bundesliga wurde der TuS Stuttgart. Absteiger war der TSV 1860 München.

### Mannschaften
In dieser Saison spielten folgende zehn Mannschaften in der 2. Bundesliga Süd der Frauen:
- TG Viktoria Augsburg
- TV Bretten
- Orplid Darmstadt
- Eintracht Frankfurt
- USC Freiburg
- TV Kornwestheim
- TSV 1860 München
- ESV Neuaubing
- Saar 05 Saarbrücken
- TuS Stuttgart

Absteiger aus der 1. Bundesliga gab es keine. Aufsteiger aus der Regionalliga waren Orplid Darmstadt (Südwest) und der TV Kornwestheim (Süd).

### Tabelle
|                         | Verein           | Spiele | Punkte  | Sätze   |
| ----------------------- | ---------------- | ------ | ------- | ------- |
| 1.                      | Stuttgart        | 18     | 36 : 0  | 54 : 10 |
| 2.                      | Neuaubing        | 18     | 28 : 8  | 45 : 20 |
| 3.                      | Saarbrücken      | 18     | 26 : 10 | 41 : 22 |
| 4.                      | Augsburg         | 18     | 20 : 16 | 40 : 31 |
| 5.                      | Freiburg         | 18     | 20 : 16 | 38 : 32 |
| 6.                      | Frankfurt        | 18     | 16 : 20 | 38 : 39 |
| 7.                      | Darmstadt (N)    | 18     | 16 : 20 | 28 : 38 |
| 8.                      | Bretten          | 18     | 12 : 24 | 22 : 41 |
| 9.                      | Kornwestheim (N) | 18     | 4 : 32  | 18 : 49 |
| 10.                     | München          | 18     | 2 : 34  | 10 : 53 |
| Stand: Abschlusstabelle |                  |        |         |         |

|     | Aufsteiger in die Bundesliga    |
| (A) | Absteiger aus der 1. Bundesliga |
| (N) | Aufsteiger aus der Regionalliga |